# Sébastien De Smet
Sébastien De Smet (Gent, 19 januari 1976) is een Vlaams acteur die voornamelijk in musicals speelt.

## Biografie
De Smet studeerde in 2002 af aan het Koninklijk Conservatorium van Brussel. Daar behaalde hij het diploma dramatische kunst. Datzelfde jaar maakte hij zijn musicaldebuut in Suske en Wiske: De spokenjagers. In deze musical, die gebaseerd was op de gelijknamige strip, nam hij de rol van Suske op zich. In 2003 speelde hij mee in De 3 Biggetjes, waarin hij Mr. Mol vertolkte en tevens als understudy voor de rol van Wolf Waldo fungeerde. Daarna volgden rollen in Merrily we roll along, Camille III en Wilde dingen.
In 2005 speelde De Smet een gastrol in de jeugdserie TopStars als Mark, de geluidstechnicus. In 2007 speelde De Smet een gastrol in de jeugdserie Spring als een van de vrienden van Niek. In 2008 en 2009 was De Smet te zien als Louis Scholiers in de bekroonde Studio 100-musical Daens. In het voorjaar van 2010 vertolkte hij een van de titelrollen in Ganesha. Voor laatstgenoemde rol sleepte De Smet een nominatie voor een Vlaamse Musicalprijs voor Beste Mannelijke Hoofdrol in de wacht, maar hij verzilverde deze niet. Ook in 2011 werd hij genomineerd voor een Vlaamse Musicalprijs, ditmaal in de categorie "Beste Mannelijke Bijrol" voor zijn vertolking van professor Abronsius in de Vlaamse versie van Dans der Vampieren. Kort daarna acteerde hij in Lelies en was hij een van de pestkoppen in Ben X, de musical. In 2013 gaf hij gestalte aan Heer Farquaad in Shrek de Musical.
Naast zijn musicalwerk speelde De Smet ook mee in diverse toneelvoorstellingen. Zo stond hij op de planken met Geboren worden is erfelijk, een monoloog geschreven door Herman Brusselmans. Ook maakte hij deel uit van de cast van 10 kleine negertjes en De muizenval, beide producties van Loge 10 Theaterproducties.
Daarnaast dook hij op in verschillende televisieprogramma's. Voor het tiende seizoen van VTM-ziekenhuisserie Spoed, uitgezonden in 2007, nam hij de rol van verpleger Sam Vermoessen op zich. Verder speelde hij verschillende gastrollen in de politieseries Rupel, Aspe, Code 37, Witse en Zone Stad, de jeugdseries Spring, Mega Mindy en ROX, de dramaserie Binnenstebuiten en twee keer in de langlopende komedieserie De Kotmadam. In de VTM-soapserie Wittekerke speelde hij dokter Jeroen Parmentier in 3 afleveringen van seizoen 12 en was hij onlangs te zien in de VRT-soapserie Thuis als de begeleider in het oriëntatiecentrum waar Robin Bomans (Kobe Debie) tijdelijk verbleef. Ook in de films Vidange Perdue en Lee & Cindy C. was hij te zien.
De Smet schreef en regisseerde het toneelstuk Meiskes & Jongens, een productie van Deep Bridge met muziek van Raymond Van Het Groenewoud. Deze productie ging in première op 30 september 2018.
Vanaf 2021 is hij ook te zien als acteur bij Het Farcetheater. Zo nam hij de hoofdrol van taxichauffeur op zich in de bekende komedie Taxi Taxi! van Ray Cooney.
| jaar      | Productie                                 | Producent                                       | Rol / Functie                                   |
| --------- | ----------------------------------------- | ----------------------------------------------- | ----------------------------------------------- |
| 2002      | Suske en Wiske, de spokenjagers           | Music hall                                      | Suske                                           |
| 2003      | De 3 Biggetjes                            | Studio 100                                      | Mr. Mol / Understudy Wolf Waldo                 |
| 2008-2009 | Daens                                     | Studio 100                                      | Louis Scholiers                                 |
| 2009-2010 | Dans der Vampieren                        | Musical Van Vlaanderen                          | Professor Abronsius                             |
| 2010      | Ganesha                                   | Judas TheaterProducties                         | Ganesha                                         |
| 2011      | Lelies                                    | Judas TheaterProducties                         | Timothée / Baron de Heu / broeder saint Michiel |
| 2012      | Ben X, de musical                         | Musical van Vlaanderen                          | Pestkop Desmet                                  |
| 2013      | Shrek de musical                          | Music hall i.s.m. Albert Verlinde Entertainment | Heer Farquaad                                   |
| 2013      | Assepoester ( het tamelijk ware verhaal ) | Musical van Vlaanderen                          | Verteller                                       |
| 2015      | Sneeuwwitje                               | Music hall                                      | Dwerg                                           |
| 2015      | Piaf                                      | Music hall                                      | Pierre                                          |
| 2016      | Evita                                     | Music hall                                      | Che                                             |
| 2017      | Rocky Horror Show                         | Deep Bridge                                     | Riff Raff                                       |
| 2019      | November 89                               | The Singing Factory                             | oude Arend                                      |

| Serie           | Rol                          | Jaar | Medium | Opmerking                                  |
| --------------- | ---------------------------- | ---- | ------ | ------------------------------------------ |
| De Kotmadam     | Patrick                      | 2003 | VTM    | Aflevering 180 (S12: E3): Juf Jeanne       |
| Wittekerke      | Dokter Jeroen Parmentier     | 2004 | VTM    | Seizoen 12                                 |
| Rupel           | Christian T'Jampens          | 2005 | VTM    | Aflevering 16 (S2: E3): Schuld en boete    |
| Vidange Perdue  | Reporter                     | 2006 | /      | Film                                       |
| Spoed           | Verpleger Sam Vermoessen     | 2007 | VTM    | Seizoen 10                                 |
| Mega Mindy      | Melle                        | 2007 | Ketnet | Aflevering 23 (S2: E10): Circus Manzini    |
| Spring          | Een van de vrienden van Niek | 2007 | Ketnet | Aflevering 317-320 (Seizoen 5)             |
| Aspe            | Yoeri Van Dam                | 2008 | VTM    | aflevering 41 (S4: E5): Rien ne va Plus    |
| Code 37         | Gunther Degreef              | 2009 | VTM    | Aflevering 8 (S1: E8): Toegevoegde tijd    |
| Witse           | Dennis Mertens               | 2010 | VRT 1  | Aflevering 88 (S7: E10): Fleur             |
| Zone Stad       | Barman                       | 2011 | VTM    | Aflevering 75 (S6: E10): Fashion           |
| ROX             | Fred                         | 2011 | Ketnet | Aflevering 6 (S1: E6): Containers          |
| Binnenstebuiten | Bert Van Oost                | 2013 | VTM    | Aflevering 25 (S1: E25): Welterusten       |
| Lee & Cindy C.  | Technicus Bernard            | 2015 | /      | Film                                       |
| Final Touch     | Benjamin                     | 2016 | /      | Korte Film                                 |
| De Kotmadam     | Robby Swinnen                | 2019 | VTM    | Aflevering 329 (S23: E9): Haar In De Boter |
| Thuis           | Begeleider oriëntatiecentrum | 2025 | VRT 1  | Aflevering 5828-5849 (S30: E149-170)       |